# Доній Будацький
45°22′ пн. ш. 15°35′ сх. д. / 45.36° пн. ш. 15.59° сх. д.
Доній Будацький (хорв. Donji Budački) — населений пункт у Хорватії, у Карловацькій жупанії у складі громади Крняк.

## Населення
Населення за даними перепису 2011 року становило 136 осіб.
Динаміка чисельності населення поселення: